# Ásványráró
Ásványráró (hongrois : Ásványráró [ˈaːʃvaːɲraːroː]) est une localité hongroise située dans le comitat de Győr-Moson-Sopron, résultant de l'union en 1936 des communes d'Ásvány et de Ráró.

## Nom et attributs

### Héraldique
Le blason d'Ásványráró reflète l'héritage des anciennes localités d'Ásvány et de Ráró, réunies pour former la commune actuelle. Sa partie supérieure reprend les armoiries d'Ásvány, représentant un champ bleu traversé par une fasce d'argent. Sur cette bande repose une barque d'argent contenant une rame et un croc croisés en forme de croix de Saint-André. Ce motif s'inspire du sceau historique du village, daté de 1734 et conservé au musée Xántus János de Győr. Celui-ci, utilisé notamment pour authentifier des documents officiels jusqu'en 1862, représente une barque flottant sur l'eau avec les mêmes outils nautiques.
Dans la partie inférieure du blason figure le symbole de Ráró, un faucon noir sur un champ d'or. Ce choix découle du fait que le mot Ráró désigne le faucon crécerelle dans l'ancien hongrois. Les anciens sceaux du village, dont certains vestiges sont conservés dans les archives de Győr et d'esztergom, présentaient d'autres motifs, notamment un épi de blé ou un arbre sur un socle. Toutefois, lors de la conception du blason moderne, la municipalité a opté pour une représentation plus évocatrice du nom historique de Ráró.
Le drapeau d'Ásványráró se compose d'un fond bleu bordé d'or, au centre duquel figure une croix de Saint-André d'argent occupant les quatre dixièmes de sa surface. Ce blason et ce drapeau ont été officiellement adoptés le 17 juillet 1994, jour où ils ont également été bénis lors d'une messe en plein air.

## Site et localisation

### Topographie et hydrographie
Ásványráró est situé dans la partie centrale du Szigetköz, sur la rive droite du Danube, à 20 kilomètres de Győr et à 22 kilomètres de Mosonmagyaróvár.
Le réseau fluvial d'Ásványráró, inscrit en 2008 parmi les sept merveilles naturelles du comitat de Győr-Moson-Sopron, constitue un atout écologique et touristique. À proximité, l'un des deux navires en béton de Hongrie repose en épave, l'autre se trouvant à Szeged. Construit par des ingénieurs italiens et utilisé pour le déminage fluvial pendant la Seconde Guerre mondiale, il a été classé monument national en 2007 sous l'impulsion de J. Attila Tóth, spécialiste en archéologie sous-marine.

### Aires faunistiques et floristiques
La localité abrite un peuplier noir centenaire, protégé en tant que patrimoine naturel. Non loin de là, entre Ásványráró et Hédervár, la forêt de Ráró-Vadaskert et les abords du Bokrosi-ér forment un écosystème particulier où coexistent des espèces végétales montagnardes et de plaine. Le long du Danube, des zones humides comme le Gyűrűs-ér, le Varas-tó et le Sárcsás-tó attirent une avifaune variée.

## Histoire
Ásványráró est née en 1936 de la fusion des villages d'Ásvány et de Ráró. Le nom Ásvány fait référence à un fossé ou un étang artificiel, tandis que Ráró désigne un faucon crécerelle, probablement dérivé d'un nom de personne ou de forêt. L'histoire de la région remonte à plus de 5 000 ans, comme l'attestent des vestiges néolithiques, celtiques et romains.
Les premières mentions écrites du territoire datent de 1250, avec une localité nommée Oltua (Oltva). L'église Saint-André d'Ásvány est attestée en 1332, et en 1372, Ráró appartient déjà à la famille Héderváry. Les archives signalent des habitants d'Ásvány en 1418, et en 1526, le roi Louis II confisque une partie des domaines des Héderváry, dont Ráró et une moitié d'Ásvány.
La Réforme touche Ásvány en 1532, sous l'influence des Bakics, avant un retour progressif au catholicisme au XVIIe siècle. Lors de l'occupation turque de Győr en 1594, de nombreux habitants fuient vers Pozsony (actuelle Bratislava) avant de revenir en 1609. Au XVIIIe siècle, Ráró passe sous le contrôle des Széchényi, puis des Viczay. en 1776, Marie-Thérèse accorde aux orpailleurs d'Ásvány un privilège leur permettant d'exploiter l'or librement dans tout le pays.
Au XIXe siècle, les deux localités connaissent un essor économique, principalement grâce à la pêche, l'agriculture et l'orpaillage. Selon elek Fényes, Ásvány compte environ 1 300 habitants, Ráró 500, et Zsejke une vingtaine. À la fin du siècle, Ráró passe aux mains de János Sina, puis de la famille Wenckheim.
Le Traité de Trianon en 1920 prive Ásvány de ses territoires sur l'autre rive du Danube. Lors de la Seconde Guerre mondiale, la commune subit des bombardements alliés en 1944, puis des destructions lors de l'offensive soviétique de 1945, causant 62 morts et 22 victimes juives. Après-guerre, la collectivisation bouleverse l'économie locale, et une inondation en 1954 détruit 360 bâtiments. Pendant la révolution de 1956, la population manifeste pour son rattachement au district de Győr, sans succès.
Dans les décennies suivantes, la commune connaît une lente modernisation, malgré un déclin démographique. 

## Population

### Minorités culturelles et religieuses
Lors du recensement de 2011, la population d'Ásványráró se déclarait majoritairement hongroise (84,6 %), avec une minorité allemande (1,7 %), polonaise et roumaine (0,2 % chacune), tandis que 15,1 % des habitants n'ont pas souhaité répondre. Sur le plan religieux, 68,2 % étaient catholiques romains, 2,2 % réformés et 1 % luthériens, tandis que 4,7 % se déclaraient sans confession et 23,4 % n'ont pas répondu.
en 2022, la proportion de personnes s'identifiant comme hongroises a augmenté à 91,2 %, tandis que les minorités allemandes (1,7 %), roms (0,4 %), slovaques (0,2 %), serbes, ukrainiens et croates (0,1 % chacun) sont restées marginales. Concernant la religion, 50,4 % se déclaraient catholiques romains, 4,1 % réformés, 0,9 % luthériens et grecs-catholiques, tandis que 8,6 % étaient sans affiliation religieuse et 32,1 % ont préféré ne pas répondre.

## Équipements

### Réseaux extra-urbains
À l'exception des voies navigables, la localité est uniquement accessible par la route. elle est desservie par la route 1401, qui la relie à la fois à Győr et à Mosonmagyaróvár via Hédervár. Son hameau distinct, Zsejkepuszta, est connecté à la section de Mosonújhely de la route nationale 1 par la route 1402.

## Économie
en 2007, Ásványráró compte 1 952 habitants et vit principalement de l'agriculture, de la pêche et du tourisme fluvial lié au Szigetköz et au Danube.

## Patrimoine local
Ásványráró est riche en patrimoine religieux. La population étant majoritairement catholique, les festivités les plus importantes sont les pèlerinages des deux églises du village.
L'église Saint-André d'Ásvány, d'une superficie de 136 m², date du XIVe siècle et a été reconstruite en 1658, puis agrandie en 1820 et 1904. Son élément le plus remarquable est une cuve baptismale médiévale préservée depuis le XIVe siècle. L'église Saint-Roch de Ráró, construite en 1903 par la famille Wenckheim dans un style romantique, constitue un autre édifice marquant.
À l'entrée du village depuis Győr se dresse la Calvaire baroque, édifiée en 1738 par le baron Lázár Apponyi. À proximité, le monument aux morts des guerres mondiales, dernière œuvre du sculpteur József Somogyi, honore la mémoire des disparus. Ce dernier a passé son enfance à Ásványráró, où sa mère était postière.

## Jumelages
| Ville | Ville                | Pays | Pays     |
| ----- | -------------------- | ---- | -------- |
|       | Tysaashvan (en)      |      | Ukraine  |
|       | Unterwaltersdorf (d) |      | Autriche |